# Duńczycy
Duńczycy (duń. danskere) – naród germański zamieszkujący głównie w Danii (około 5 mln) oraz w Niemczech (około 50 tys., większość w Szlezwiku), USA (według różnych danych od 320 tysięcy do 1,5 mln osób pochodzenia duńskiego), Kanadzie i Szwecji. Około 90% Duńczyków należy do kościoła ewangelicko-luterańskiego, ale niewielu z nich praktykuje. Posługują się językiem duńskim, jednym z języków skandynawskich.
Przodkami Duńczyków byli głównie germańscy Danowie z południowej Skandynawii, którzy opanowali w V–VI wieku Półwysep Jutlandzki. W VIII wieku rozpoczęli oni łupieżcze wyprawy w Europie zachodniej i u wybrzeży Bałtyku. W tamtym okresie wielu Duńczyków osiedliło się w Anglii. W X wieku stworzyli swoje własne państwo, a większość Duńczyków przyjęła chrześcijaństwo. W następnym stuleciu zaprzestali swoich zbrojnych wypraw. Na luteranizm przeszli w XVI wieku. 
W Polsce nie istnieje oficjalnie żadne skupisko ludności duńskiej, jak również nie stwierdza się oficjalnie istnienia mniejszości duńskiej. 
Według niektórych badaczy, właśnie z Danii może się wywodzić polski ród rycerski Awdańców. Kwestia pochodzenia tego normańskiego rodu nie jest jednak jeszcze do końca wyjaśniona.